# ريو ناغراها
ريو ناغراها (مواليد 6 أبريل 2000) هو لاعب كرة قدم إندونيسي.

## وصلات خارجية
- ريو ناغراها على موقع رابطة كرة القدم اليابانية للمحترفين (اليابانية)
- ريو ناغراها على موقع قاعدة بيانات كرة القدم.إي يو (الإنجليزية)
- ريو ناغراها على موقع Soccerway.com (الإنجليزية)